# Orthopantomogramme
Pour les articles homonymes, voir OPT et OPG.

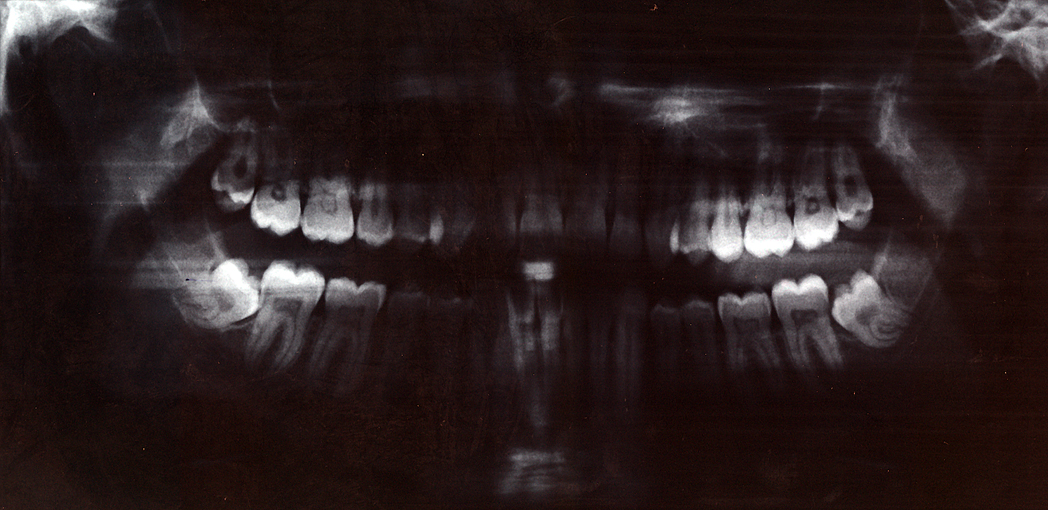
Orthopantogramme.

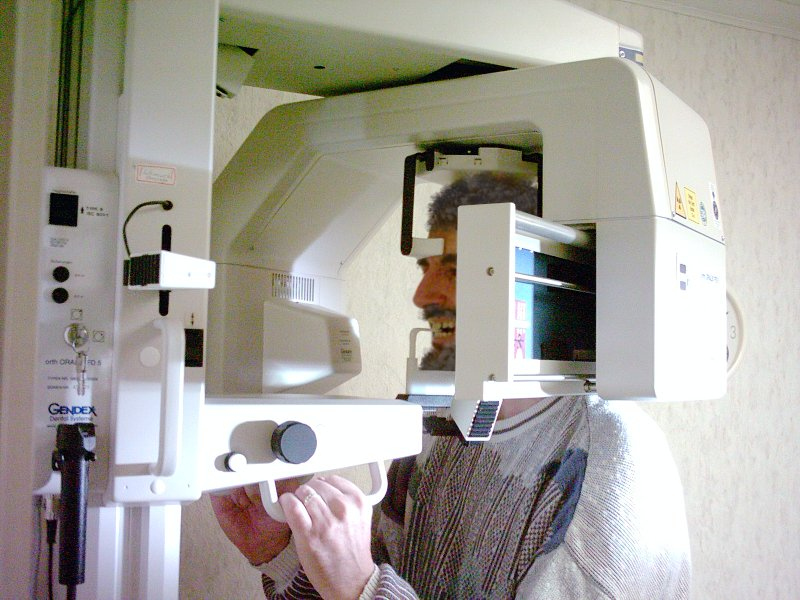
Panoramique dentaire, ou orthopantogramme.

Un orthopantomogramme, abrégé par les sigles OPT ou OPG, est une radiographie panoramique de toute la denture. À ce titre, cet examen est plus souvent appelé « panoramique dentaire ».
Il consiste en une mise à plat de l'arc dentaire, d'une oreille à une autre.

## Radiographie panoramique dentaire
Le cliché panoramique donne une vue d’ensemble des arcades dentaires, des maxillaires, des articulations et des sinus. Il est utilisé pour diagnostiquer un grand nombre de conditions pathologiques : infections, fractures des mâchoires, kystes et granulomes à la racine des dents, et certaines affections osseuses (maladie de Paget)…
On effectue aussi un panoramique dentaire pour évaluer la distribution des dents, la perte osseuse et les parodontites, ou encore pour visualiser l’ensemble des germes de dents chez l’enfant, pour définir son âge dentaire. Par ailleurs, il s’avère également utile pour décider du bien-fondé de la pose d’implants ou de la localisation des racines artificielles avant leur pose.

## Limites de la radiographie dentaire

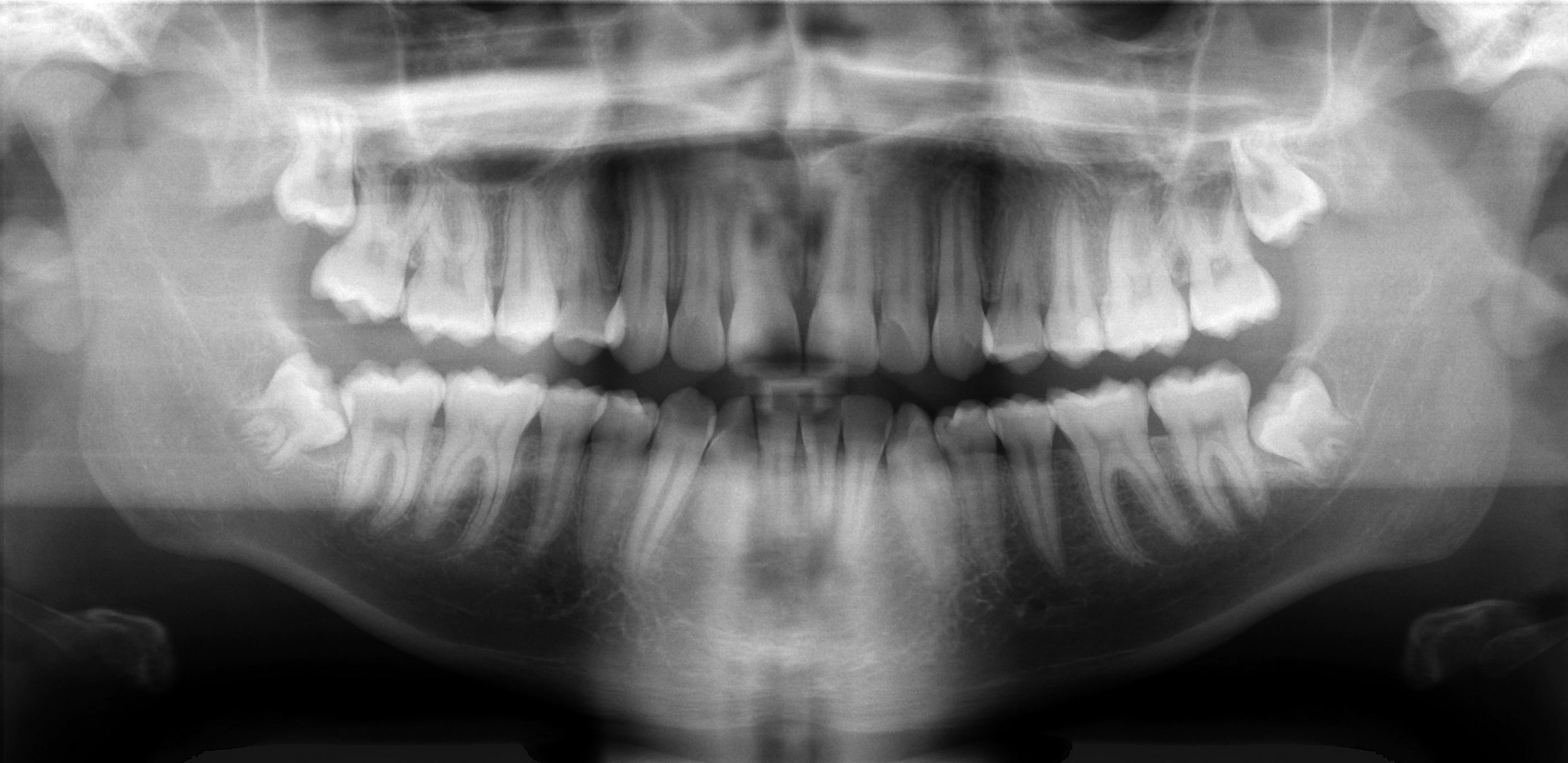
Radiographie panoramique montrant des dents de sagesse incluses chez un jeune homme de 16 ans.

Les informations fournies par la radiographie conventionnelle sont limitées à des images en 2D.
Par ailleurs, la définition du panoramique dentaire est moins bonne que celle du cliché rétroalvéolaire et il présente souvent des imperfections liés au développement de l’image sur la surface plane du film. De fait, pour des interventions chirurgicales importantes nécessitant un paramétrage plus précis comme la pose d’implants, l’extraction d’une dent incluse ou d’un kyste, les praticiens ont souvent recours au scanner ou au cone beam.